# Pont sur le Salon (Montot)
Le pont sur le Salon est un pont situé sur la commune de Montot, dans le département de la Haute-Saône, en France.

## Description
Le pont est situé au pied du village coté nord sur la route de Delain. Il comporte sept arches de pierre en plein cintre et des avant-becs. 

## Historique
Le pont, construit au XVIIe siècle avec cinq arches, fut augmenté de deux arches en 1765 par Jean-Charles Colombot et est réparé en 1788 selon les plans d’Anatole Amoudru.
Les avant-becs des arches ajoutées sont plus importants que les premiers et un décrochement est visible au niveau de la partie agrandie.
L'édifice est inscrit au titre des monuments historiques en 1978.

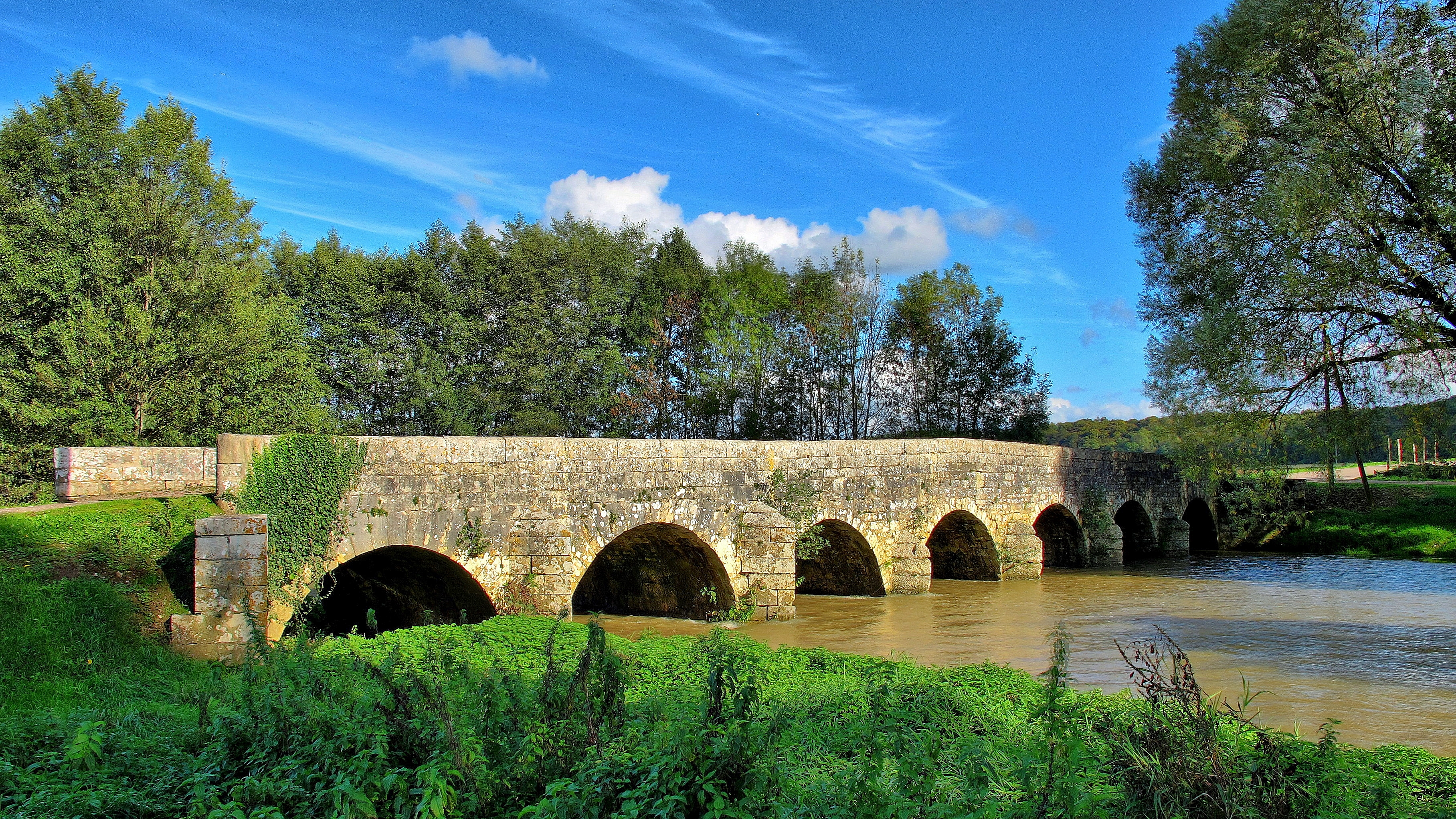
Vue amont avec les avant-becs.